# Nikola Ďuricová
Nikola Ďuricová (* 16. března 1995) je slovenská a česká herečka a zpěvačka. Hrála v několika muzikálech (Tři oříšky pro Popelku, Čarodějka, Romeo a Julie).

## Životopis
Pochází z Detvy. Studovala hudebně dramatický obor na Bratislavské konzervatoři, kde odmaturovala. Už během studií hrála divadlo. Na bratislavské Nové Scéně hrála v muzikálech Fame a Hair v režii Štefana Kožky, dále v Divadle Arteatro hrála v inscenacích Poprask na laguně roli Lucietty, v Ženitbě roli Agáty.
V roce 2013 získala na Poděbradských dnech poezie cenu Viliama Záborského. Poté se rozhodla herectví dostudovat v Praze na Pražské konzervatoři, kterou i v roce 2016 absolvovala. V Divadle Na Rejdišti hrála v Baladě pro banditu roli Eržiky. Zpívala v kapele Groff. Hostovala v Metropolitním divadle Dany Bartůňkové a v Černém divadle Jiřího Srnce, se kterým absolvovala dvouměsíční turné po Číně a dále turné v Řecku a Chorvatsku.
Její první muzikálovou rolí v Čechách byla Julie v muzikálu Romeo a Julie Zdeňka Bartáka v divadle Hybernia. Poté si v muzikálové show Tři oříšky pro Popelku v Kongresovém centru zahrála titulní roli Popelky pod režijním vedením Filipa Renče. Je představitelkou role G(a)lindy muzikálu Čarodějka v GoJa Music Hall. V Severočeském divadle v Ústí nad Labem hraje Karin Bensonovou v Zasněžené Romanci s Pavlem Trávníčkem. V roce 2020 absolvovala obor populární zpěv na Pražské konzervatoři.
Ztvárnila menší role v seriálech TV Prima Po hlavě a Modrý kód.

## Muzikály
- 2011–2013: Hair – Rony (Nová scéna, Bratislava)
- 2017: Ferda Mravenec (Divadlo Hybernia)
- 2018: Romeo a Julie (od Zdeňka Bartáka) – Julie ( Divadlo Hybernia)
- 2018–2019: Tři oříšky pro Popelku – Popelka (Kongresové Centrum Praha)[1]
- 2019–dosud: Čarodějka – G(a)linda (Goja Music Hall)[2]
- 2019–dosud: Zasněžená Romance – Karin Bensonová (Severočeské divadlo Ústí nad Labem, Divadlo Broadway)
- 2021 (od května): Rebelové – Tereza (Hudební divadlo Karlín)
- 2022 (od června): Slunce, seno, jahody - Blažena (Hudební divadlo Karlín)
- 2021 (od března): Láska nebeská – Kristína (Divadlo Broadway)[3]

### Divadlo
- 2011–2013: Ženitba – Agafie (Arteatro, Bratislava)
- 2012–2013: Poprask na laguně – Lucietta ( Arteatro, Bratislava)
- 2014–2016: Balada pro banditu – Eržika (Divadlo Na Rejdišti)